# ونینگشتدت-برادروپ
ونینگشتدت-برادروپ (به آلمانی: Wenningstedt-Braderup) یک شهر در آلمان است که در نوردفرایسلند واقع شده‌است. ونینگشتدت-برادروپ ۱٬۵۴۸ نفر جمعیت دارد.